# Gora Bujnickogo
Gora Bujnickogo är ett berg i Antarktis. Det ligger i Västantarktis. Argentina, Chile och Storbritannien gör anspråk på området. Toppen på Gora Bujnickogo är 1 396 meter över havet.
Terrängen runt Gora Bujnickogo är kuperad åt sydväst, men åt nordost är den platt.  Trakten är obefolkad. Det finns inga samhällen i närheten.